# Prezicere
Prezicerea (prevestirea) sau ghicitul (ghicitoria) este descrierea unor acțiuni și întâmplări care vor avea loc în viitor, precum și rezultatele acestora. În antichitate era numită oracol. Prezicătorii pretind că se bazează pe fenomene supranaturale, dar acestea sunt neelucidate și nesigure. Prin contrast, prognoza, care și ea prevede viitorul, este bazată pe metode științifice. Persoanele care afirmă despre sine că pot prezice viitorul reușesc uneori să dobândească un bun renume, care însă nu garanteză și corectitudinea prezicerilor ulterioare.
A prezice înseamnă a anunța dinainte ce se va întâmpla , orientându-se după anumite indicații prezente, după intuiție, raționament etc.

## Metode de prezicere

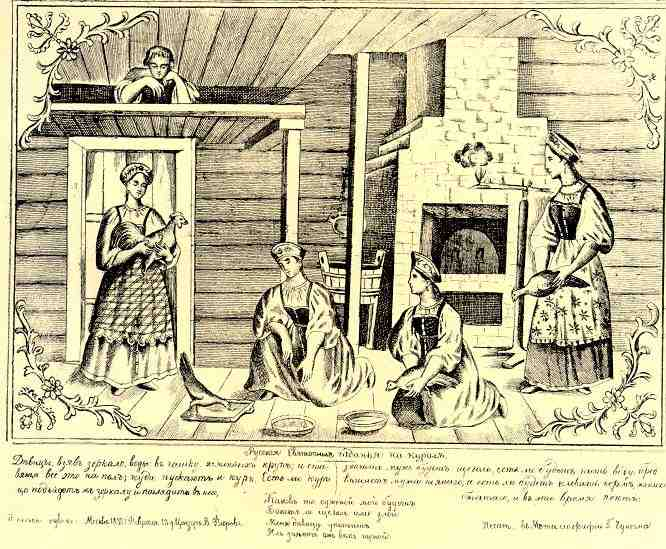
Țărance ghicind pe găini, (ornitomanție), sec. al XIX-lea

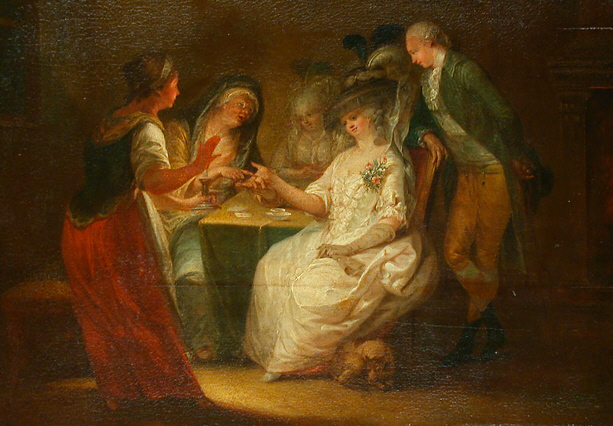
Chiromanție, Germania, sec. al XVIII-lea

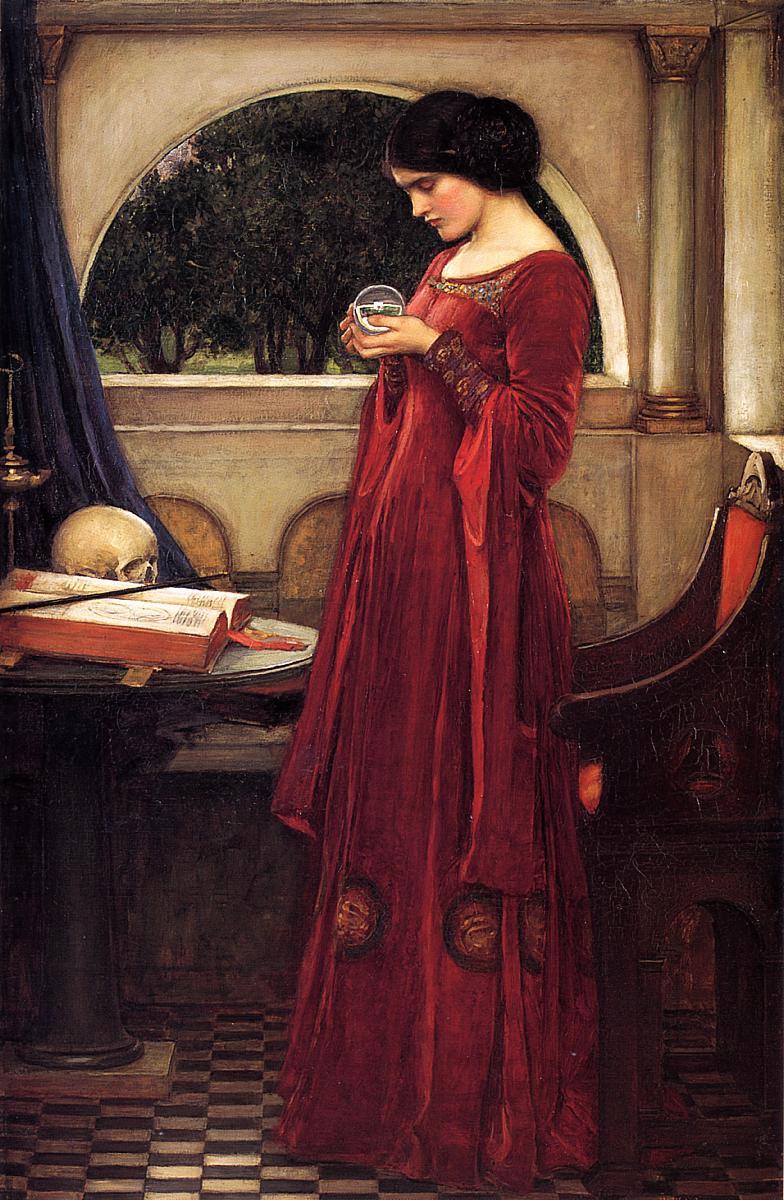
Sfera de cristal 1902, pictor John William Waterhouse

- Aeromanție (după manifestări atmosferice — vânt, curcubeu, halouri solare sau lunare, forma și viteza de deplasare a norilor etc)
- Ailuromancia (după comportarea felinelor); numită și felidomancie
- Alectorimanție (după numele purtat)
- Aritmomanția (ghicitul cu ajutorul numerelor)
- Astrologia (după pozițiile corpurilor cerești)
- Alomanție (după sare)
- Apantomanție (după întâlnirea inopinată cu un animal)
- Aritomanție (după numărul literelor numelui de familie)
- Astragalomanție (după zaruri sau oase)
- Astrologie (după astre)
- Aura-Soma, bazată pe culori
- Austromanție  (după vânturi)
- Axinomanție (ghicit în topor)
- Bibliomancia (după cărți, de multe ori, dar nu totdeauna, texte religioase)
- Cafedomanție (ghicitul în cafea)
- Capnomanție (după fumul căminelor, de ex. când se alege un nou papă catolic)
- Cartomanția (după cărți de joc sau de ghicit), vezi și taromancia
- Catoptrimanție (ghicitul în oglinzi)
- Chiromanția (după liniile din palmă)
- Cleromanție (după pietricele sau mazăre)
- Cleidomanție (după mișcările unei chei suspendate)
- Coscinomanție (ghicit în ciur)
- Craniomanție (cercetarea craniului)
- Cristalomanția (după cristale sau alte obiecte reflectante de ex. oglinzi)
- Critomanție (după făină sau orz)
- Dafnomanție (după încrețiturile unei ramuri de laur aruncate în foc)
- Dactilomanția (după mișcarea degetelor)
- Dendromanție (după freamătul copacilor și foșnetul frunzelor)
- Extispicia (după intestinele animalelor sacrificate)
- Fizionomastică (după trăsăturile feței-ochi, păr, gură, nas)
- Frenologia (după forma capului)
- Geomanția (după caracteristicile aspectuale ale solului terestru)
- Grafomanție (după scrierea de mână)
- Hidromanție (ghicitul în apă - după mișcările și aspectele apei: cercuri, valuri, limpiditate, colorit)
- Lampadomanție (după flacăra lămpii)
- Lecanomanție (după zgomotul sau imaginea provenită de la căderea unui corp în apă)
- Lecinomanție (ghicit în lighean)
- Margaritomanție (după perle)
- Metopomanție (după liniile frunții)
- Miomanție (ghucit în mușchii de pe pomi)
- Necromanție (invocarea spiritelor morților)
- Nefelomanție (observarea norilor)
- Numerologia (după numere)
- Oculomanție (după ochi)
- Oniromanție (după vise)
- Onihomanție (după unghii)
- Onomanția (după nume)
- Ornitomanție (după zborul sau cântecul păsărilor)
- Olnomanție (după aspectul vinului)
- Ololigomanție (după modul de a urla al cîinelui)
- Osteomanție (după oase)
- Ouija (pe baza unor table de ghicit)
- Piromaniția (ghicitul în foc)
- Podomancia (după talpa picioarelor)
- Prezicerea prin Rune
- Radiestezia (găsirea obiectelor ascunse în pământ)
- Rumpologie (ghicitul în fund-după forma feselor)
- Scatomancia (după excrementele unor animale)
- Seframanția (ghicitul în cenușă, făină)
- Spodomanție (după cenușa unui sacrificiu)
- Stafilomanție (ghicit în boabe de strugure)
- Sternomancia (după semne pe piept)
- Stolisomanție (după stilul de a se îmbrăca)
- Taromanție (după cărți de joc speciale tarot)
- Taseografia, numită și taseomancie sau taseologie (după resturi din cești de cafea sau de ceai)
- Teframanție (după literele rămase din cuvintele scrise în cenușă după suflarea vîntului)
- Turofumie (după fumul de tămîie)
- Uromanție (după urină)
- Xilomanție (după dispunerea bucăților de lemn uscat găsite în drum)